# Glace Bay
Glace Bay est une localité située au nord-est de la Nouvelle-Écosse.

## Histoire
Dès 1720, l'endroit fut peuplé d'habitants venus de France. Le village fournissait le charbon nécessaire pour la Forteresse de Louisbourg. Ils nommèrent cet endroit baie de Glace parce que la glace envahissait la baie durant l'hiver. Après la formation de la compagnie Dominion Coal en 1893, un certain nombre de mines fut ouvertes et la localité s'appela Glace Bay. D'autres petites communautés grandirent autour des mines et, en 1901, formèrent la ville de Glace Bay. À l'époque, la population était de 6 945 habitants. En 1940, ils étaient plus de 28 000. La population a par la suite dégringolé à 16 984 en 2001.

## Économie

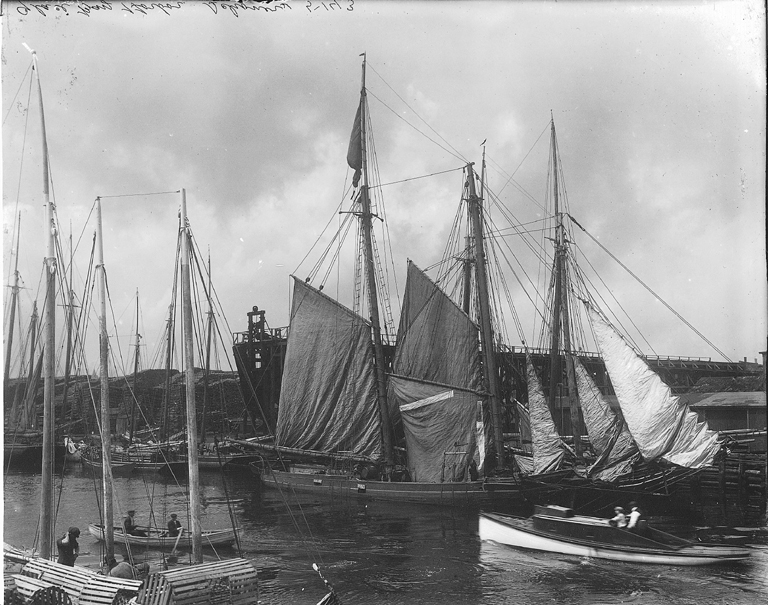
Goélettes, Glace Bay, 1914

| Recensement | Population |
| Village     |            |
| ----------- | ---------- |
| 1891        | 2 459      |
| 1901        | 6 945      |
| 1911        | 16 562     |
| 1921        | 17 007     |
| 1931        | 20 706     |
| 1941        | 25 050     |
| 1951        | 25 586     |
| 1961        | 24 186     |
| 1971        | 22 440     |
| 1981        | 21 466     |
| 1991        | 19 501     |
| Ville       |            |
| 2001        | 21 187     |
| 2006        | 19 968     |

## Attractions
- Le théâtre Savoy
- Musée des miniers
- Musée Marconi
- Village des miniers
- Le parc Renwick Brook
- Le parc de la Reine Elizabeth
- Musée d'héritage Glace Bay
- Le parc John Bernard Croak